# هابردزتون (ماساچوست)
هابردزتون، ماساچوست
هابردزتون (به انگلیسی: Hubbardston) شهرکی در شهرستان ورچستر ایالت ماساچوست می‌باشد که در سال ۱۷۷۵ بنیان‌گذاری شده‌است. این شهرک در سرشماری سال ۲۰۱۰ میلادی، ۴٬۳۸۲ نفر جمعیت داشته‌است.